# Quercus costaricensis
Quercus costaricensis és una espècie de roure endèmic en els Boscos muntanyencs de Talamanca de Costa Rica i Panamà. Es troba sovint amb el Quercus copeyensis en els boscos muntanyencs alts, a 3100 metres d'altitud.